# Lafayette Afro Rock Band
 (septembre 2017).
Si vous disposez d'ouvrages ou d'articles de référence ou si vous connaissez des sites web de qualité traitant du thème abordé ici, merci de compléter l'article en donnant les références utiles à sa vérifiabilité et en les liant à la section « Notes et références ».
Lafayette Afro Rock Band est une formation musicale américaine de funk rock, active de 1970 à 1978 et originaire de Long Island, dans l'État de New York.
Le groupe s'est installé dans  le quartier de Barbès à Paris (France) peu après sa formation et s'est imprégné des multiples courants musicaux des lieux, notamment des   éléments rock et africain.
Le groupe a enregistré aussi sous les noms Ice, Crispy & Co. (Krispie & Co. en Europe), Captain Dax.
Peu connu  aux États-Unis durant leur période active, la scène Hip-Hop a depuis réutilisé nombre de leurs rythmes sous forme de samples.

## Discographie
- Each Man Makes His Own Destiny (1972)
- Soul Makossa (1973)
- Voodounon EP (1974)
- pour Nino Ferrer " Nino and Radiah" (1974)
- Malik (1975) - America Records
- Tonight at the Discotheque (1975, divers artistes)[1]
- Funky Flavored (1976)
- Frisco Disco (1976)
- Afro Agban (1977)